# ディボーシング・ジャック
ディボーシング・ジャック（Divorcing Jack)は1998年制作の映画。北アイルランドを舞台にしたクライム・コメディ。原作はコリン・ベイトマンの小説『ジャックと離婚』。

## キャスト
| 役名                   | 俳優                     | 日本語吹替 |
| ---------------------- | ------------------------ | ---------- |
| ダン・スターキー       | デヴィッド・シューリス   | 井上倫宏   |
| パット・キーガン       | ジェイソン・アイザックス | 諸角憲一   |
| リー・クーパー         | レイチェル・グリフィス   | 一城みゆ希 |
| マーガレット           | ローラ・フレイザー       | 斎藤恵理   |
| パトリシア・スターキー | レイン・メーガウ         | 幸田夏穂   |
| マイケル・ブリン       | ロバート・リンゼイ       | 有本欽隆   |
| タクシーの運転手       | ブロナー・ギャラガー     |            |
| パーカー               | リチャード・ガント       | 廣田行生   |
| アグネス               | キティ・アルドリッジ     | 滝沢久美子 |

- その他の声の吹き替え：辻親八／北川勝博／遠藤純一／佐藤晴男／くわはら利晃／上田純子／竹島宏／西村江太郎

## あらすじ
首相選挙を数日後に控えた、英国：北アイルランド地方。
酒とセックス・ピストルズが大好きなダン・スターキーは、二流タブロイド誌のコラムニスト。公園でナンパした女子大生：マーガレットとの浮気がバレて妻：パトリシアに家を追い出され、ダンはマーガレットの家に転がりこむ。ダンはマーガレットの誕生日プレゼントのクラシック全集のうち、「D」のカセットを何気なく渡される。その夜、甘いひとときを過ごした後、ダンが軽食を買いにいったわずかな合間に、マーガレットは何者かに襲われ「ディボース・ジャック（ジャックと離婚）」という謎の言葉を残して息絶える。さらに、ダンは不振な人影を見つけ飛びかかり、マーガレットの母親を死なせてしまう。
翌日、一度自宅へ戻ったダンは、案内役を務めている米国人ジャーナリスト：パーカーとともに、有力な首相候補：ブリンの邸宅へ取材へ行く。そこに、ある政治家の妻子が殺害されたというニュースが入り、直後から、ダンとパーカーは何者かに追われるようになる。カセットを売却して小銭を作り、パトリシアに連絡を取ったところ、彼女も何者かに拉致される。ダンは銃で撃たれ、足を負傷したところを、尼僧姿のリー・クーパーに助けられ治療を受ける。しかし、ダンとパーカーは、マーガレットの元恋人で、テロリスト：パット・キーガンに捕まり、パーカーが拷問の末殺されてしまう。次に、捕まっていたパトリシアがダンの前で拷問されるが、窮地の二人を助け出したのは、またしても尼僧姿のリー・クーパーだった。
そして、「ディボース・ジャック」の意味、ダンが追われる理由が、次々に繋がっていく。

## 賞歴
太字は受賞。
- 英国インディペンデント映画賞
  - 主演男優賞：デヴィッド・シューリス
- ポルト国際映画祭
  - Critics' Award
  - Directors' Week Award